# Mary Locke Petermann
 Mary Locke Petermann (* 25. Februar 1908 in Laurium, Michigan; † 13. Dezember 1975 in Philadelphia, Pennsylvania) war eine US-amerikanische Chemikerin und Hochschullehrerin.  Sie war die erste Professorin an der medizinischen Fakultät der Cornell University. Sie ist bekannt für die Entdeckung und Charakterisierung tierischer Ribosomen, die bis 1958 als Petermanns Partikel bezeichnet wurden.

## Leben und Werk
Petermann war die einzige Tochter von Anna Mae Grierson und Albert Edward Petermann, der General Manager des Kupferbergbauunternehmens Calumet and Hecla Consolidated Copper Company war. Sie besuchte die Calumet High School und die Massachusetts Preparatory School und studierte Chemie am Smith College. 1929 erwarb sie dort ihren Bachelor-Abschluss mit Auszeichnung. Anschließend verbrachte sie ein Jahr als Forschungstechnikerin an der Yale University und erforschte dann vier Jahre das Säure-Basen-Gleichgewicht bei psychiatrischen Patienten am Boston Psychopathic Hospital. 1936 studierte sie physiologische Chemie an der University of Wisconsin, wo sie 1939 mit einer Arbeit über die Rolle der Nebennierenrinde bei der Ionenregulation promovierte.
An der University of Wisconsin war sie die erste weibliche Chemikerin in der Abteilung für Physikalische Chemie und arbeitete dort bis 1945 als Postdoktorandin. Sie forschte mit John Warren Williams und Alwin M. Pappenheimer über die physikalische Chemie von Proteinen. Ihre Forschungen zu Antikörpern trugen zur Bestimmung der Immunglobulinstruktur bei, für die Rodney R. Porter 1972 den Nobelpreis erhielt.
Während des Zweiten Weltkriegs entwickelte sie Methoden zur Reinigung von Albumin zur Verwendung als Blutersatz für den Ausschuss für medizinische Forschung des National Defense Research Council.
1945 arbeitete sie für ein Jahr als Forschungschemikerin am Memorial Hospital in New York City und forschte anschließend bis zu ihrem Lebensende an dem neu gegründeten Sloan-Kettering Institute. 1963 war sie als erste Frau Mitglied dieses Instituts und war dort viele Jahre lang die einzige Frau. Zur gleichen Zeit lehrte sie auch als außerordentliche Professorin an der Sloan-Kettering-Abteilung der Graduate School of Medical Sciences der Cornell University und wurde dort 1966 als erste Frau zur Professorin ernannt.
Während ihrer Tätigkeit am Sloan-Kettering Institut lehrte sie auch Biochemie an der Sloan-Kettering-Abteilung der Graduate School of Medical Sciences der Cornell University und wurde Cornells erste weibliche Professorin.
1963 erhielt sie den Sloan Award für Krebsforschung und reiste mit dem Preisgeld nach Europa, um dort Vorträge zu halten und im Labor des Nobelpreisträgers Arne Tiselius zu arbeiten.
Sie verfasste etwa 100 Veröffentlichungen sowie 1964 ein Buch über die physikalischen und chemischen Eigenschaften von Ribosomen.
1973 ging sie an der Cornell University in den Ruhestand, gründete dann die Memorial Sloan Kettering Cancer Association for Professional Women und war die erste Präsidentin.
Petermann starb im Alter von 67 Jahren im American Oncologic Hospital in Philadelphia an Krebs.  1976 benannte die Educational Foundation der Association for Women in Science ihr zu Ehren ein Graduiertenstipendium.

## Ribosomenforschung
Petermann isolierte als erste Wissenschaftlerin tierische Ribosomen. In früheren Arbeiten zur Untersuchung des Inhalts tierischer Zellen mittels Zellfraktionierung fand Albert Claude Partikel, die Nukleinsäuren und Proteine enthielten, die er „Mikrosomen“ nannte. Petermann fand heraus, dass diese Partikel ungefähr gleiche Mengen an RNA und Protein enthielten, jedoch in ihrer Größe stark variierten. Um die Komponenten weiter zu reinigen, verwendete sie die Technik der analytischen Ultrazentrifugation.
Die elektronenmikroskopischen Aufnahmen von Philip Siekevitz und George Emil Palade zeigten, dass die ursprünglichen Mikrosomen Fragmente des endoplasmatischen Retikulums waren, die mit Ribosomen besetzt waren. Petermann konnte diese Ribosomen zu isolieren, weil die hohen Zentrifugationsgeschwindigkeiten, mit denen sie Moleküle in einer hochdichten Zuckerlösung sedimentierte, Fragmente des endoplasmatischen Retikulums abschleuderte. Die kleinen Partikel, die sie isolierte, wurden Petermann-Partikel genannt, bevor diese 1958 auf einem Treffen der Biophysical Society offiziell als Ribosomen benannt wurden. Petermann arbeitete zusammen mit Mary Hamilton, um die physikalischen und chemischen Eigenschaften der Ribosomen zu untersuchen.

## Ehrungen
- 1963: Sloan Award
- 1966: Garvan-Olin-Medaille, American Chemical Society
- Ehrendoktorwürde, Smith College
- Distinguished Service Award, American Academy of Achievement
- Rockefeller Foundation fellowship
- Elected Fellow der New York Academy of Sciences

## Veröffentlichungen (Auswahl)
- Mary G. Hamilton: An Ultracentrifugal Analysis of the Macromolecular Particles of Normal and Leukemic Mouse Spleen. Cancer Research. 12 (5), 1952, S. 73–378.
- mit A. M.  Pappenheimer: The Ultracentrifugal Analysis of Diphtheria Proteins. The Journal of Physical Chemistry. 45 (1), 1941, S. 1–9.
- The physical and chemical properties of ribosomes. Elsevier Pub. Co., 1964.